# Sulkovci
Sulkovci falu Horvátországban, Pozsega-Szlavónia megyében. Közigazgatásilag Pleterniceszentmiklóshoz tartozik.

## Fekvése
Pozsegától légvonalban 13, közúton 14 km-re délkeletre, községközpontjától 1 km-re délnyugatra, a Pozsegai-hegység keleti lejtőin, az Orljava jobb partján fekszik.

## Története
A régészeti leletek tanúsága szerint területe már a történelem előtti időben lakott volt. 2008-ban a Nova Kapela – Pozsega gyorsforgalmi út építését megelőző feltárások során a Nova Kapela – Pleternica vasútvonal keleti oldalán, az Orljava mellékvize a Bzenica-patak partján a „Lasci” régészeti övezetben történelem előtti település maradványaira bukkantak. Mellette a középkori település nyugati szélét is megtalálták.
Sulkovci már a középkorban is létezett. 1375-ben „Zulkouch”, 1406-ben „Zulchowch”, 1417-ben „Zwlkolch”, 1441-ben „Zwlkouch”, 1457-ben „Zwkowch”, 1483-ban „Zwlkowch” alakban szerepel a korabeli forrásokban. Martin Sulk és leszármazottainak a birtoka volt, nevét is a családról kapta, akik djedina rijekai és vrbovai nemesekkel álltak rokonságban. 1536 körül foglalta el a török és 150 évig török uralom alatt volt. Az 1545-ös török defterben is szerepel.
1698-ban „Szulkovczi” néven 9 portával a hajdútelepülések (pagus haidonicalis) között szerepel a török uralom alól felszabadított szlavóniai települések összeírásában. 1702-ben 32, 1758-ban már 70 ház állt a településen.
Az első katonai felmérés térképén „Dorf Szulkovacz” néven található. Lipszky János 1808-ban Budán kiadott repertóriumában „Szulkovacz” néven szerepel. 
Nagy Lajos 1829-ben kiadott művében „Szulkovacz” néven 14 házzal, 98 ortodox vallású lakossal találjuk.
1857-ben 483, 1910-ben 686 lakosa volt. Az 1910-es népszámlálás szerint lakosságának 91%-a horvát, 4%-a szerb, 1-1%-a magyar, német és cseh anyanyelvű volt. Pozsega vármegye Pozsegai járásának része volt. Az első világháború után 1918-ban az új szerb-horvát-szlovén állam, majd később (1929-ben) Jugoszlávia része lett. 1991-től a független Horvátországhoz tartozik. 1991-ben lakosságának 97%-a horvát nemzetiségű volt. A településnek 2011-ben 537 lakosa volt.

## Lakossága
| Lakosság változása | Lakosság változása | Lakosság változása | Lakosság változása | Lakosság változása | Lakosság változása | Lakosság változása | Lakosság változása | Lakosság változása | Lakosság változása | Lakosság változása | Lakosság változása | Lakosság változása | Lakosság változása | Lakosság változása | Lakosság változása |
| ------------------ | ------------------ | ------------------ | ------------------ | ------------------ | ------------------ | ------------------ | ------------------ | ------------------ | ------------------ | ------------------ | ------------------ | ------------------ | ------------------ | ------------------ | ------------------ |
| 1857               | 1869               | 1880               | 1890               | 1900               | 1910               | 1921               | 1931               | 1948               | 1953               | 1961               | 1971               | 1981               | 1991               | 2001               | 2011               |
| 483                | 478                | 407                | 539                | 592                | 686                | 681                | 702                | 689                | 733                | 774                | 800                | 772                | 710                | 699                | 537                |

## Nevezetességei
Keresztelő Szent János tiszteletére szentelt római katolikus kápolnája.